# Moviola

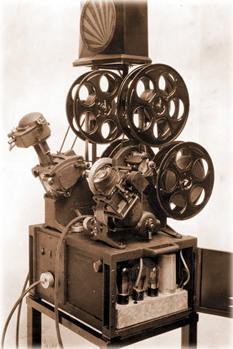
Eerste moviola

De moviola is een verticaal georiënteerde machine voor het monteren van films.
De moviola werd uitgevonden door Iwan Serrurier in 1924, en werd voornamelijk in de Verenigde Staten gebruikt.